# Strömstads distrikt
Strömstads distrikt är ett distrikt i Strömstads kommun och Västra Götalands län. 
Distriktet ligger i och omkring Strömstad.

## Tidigare administrativ tillhörighet
Distriktet inrättades 2016 och utgörs av en del av område Strömstads stad omfattade till 1971, delen som staden omfattade före 1967.
Området motsvarar den omfattning Strömstads församling hade vid årsskiftet 1999/2000.